# RiP!: A Remix Manifesto
Pour plus de détails, voir Fiche technique et Distribution.
RiP!: A Remix Manifesto est un film documentaire québécois réalisé par le réalisateur montréalais Brett Gaylor, sorti en 2008.
Coproduit par EyeSteelFilm et l'Office national du film du Canada, RiP!: A Remix Manifesto questionne le rôle du droit d'auteur dans l'ère numérique. Le film a gagné le Prix du public au Festival international du film documentaire d'Amsterdam et reçu une Mention spéciale du jury au Festival du nouveau cinéma de Montréal.

## Participants
- Girl Talk
- Lawrence Lessig
- Cory Doctorow
- Gilberto Gil